# Numeracja rachunku bankowego
Numeracja rachunków bankowych – standard określający sposób tworzenia numeru rachunku bankowego stanowiącego jednoznaczny identyfikator rachunku klienta w transakcjach płatniczych.

## Numeracja rachunków bankowych w Polsce
W polskim systemie bankowym na poziomie krajowym funkcjonuje obecnie standard numeracji rachunków bankowych zgodny z opracowaną przez NBP Polską Normą NRB, tj. Numer Rachunku Bankowego (PN-F 01102: grudzień 2000 Bankowość i pokrewne usługi finansowe Numer Rachunku Bankowego (NRB) – Elementy i zasady tworzenia.). Standard NRB jest jedynym obowiązującym w transakcjach płatniczych na poziomie krajowym standardem numeracji rachunków bankowych. Od 2011 roku NRB jest wystarczającym identyfikatorem stron transakcji. Zgodnie z Polską Normą NRB (PN-F 01102, grudzień 2000) zapis Numeru Rachunku Bankowego w środowisku elektronicznym ma następującą postać:
2n8n16n
gdzie:
- 2n to 2-cyfrowa liczba kontrolna;
- 8n to 8-cyfrowy numer rozliczeniowy jednostki organizacyjnej banku;
- 16n to 16-cyfrowy numer porządkowy rachunku (bank może nadawać dla własnych potrzeb numery krótsze, ale tworząc pełny numer w standardzie NRB, należy uzupełnić ten człon do długości 16 cyfr).

NRB w środowisku elektronicznym stanowi ciąg o stałej liczbie znaków – 26 cyfr, nie oddzielonych separatorem ani spacją. W formie papierowej NRB należy zapisywać oddzielając pojedynczą spacją liczbę kontrolną od pozostałych elementów, które z kolei należy oddzielać pojedynczą spacją co cztery znaki.
Krajowy numer rachunku bankowego oparty na NRB jest podstawą do wygenerowania numeru rachunku bankowego zgodnego z IBAN (tj. International Bank Account Number), czyli standardową numeracją rachunku bankowego obowiązującą obecnie w międzynarodowych transakcjach płatniczych. Norma IBAN została wypracowana przez Europejski Komitet Standardów Bankowych (ECBS) oraz Międzynarodową Organizację Normalizacyjną ISO (ISO 13616:2003 Banking and related financial services -- International bank account number (IBAN)).
NRB pozbawiony pierwszych dwóch cyfr (tj. liczby kontrolnej) stanowi Podstawowy Numer Rachunku Bankowego tzw. BBAN (Basic Account Number). BBAN jest to 8 cyfrowy numer rozliczeniowy jednostki organizacyjnej banku i 16 cyfrowy numer porządkowy rachunku, zgodny z NRB.
NRB, rozszerzony o kod literowy identyfikujący kraj według normy ISO stanowi IBAN (w przypadku Polski ten kod to PL).
Identyfikator banku definiują cyfry od 3 do 6 numeru rachunku bankowego. W przypadku banków komercyjnych czwartą cyfrą jest zawsze 0. Zestawienie identyfikatorów poszczególnych banków komercyjnych działających na terenie Polski:
| Identyfikator | Nazwa banku                         |
| 1010          | Narodowy Bank Polski                |
| 1020          | PKO BP                              |
| 1030          | Bank Handlowy (Citi Handlowy)       |
| 1050          | ING                                 |
| 1060          | BPH                                 |
| 1090          | BZ WBK                              |
| 1130          | BGK                                 |
| 1140          | mBank, Orange Finanse               |
| 1160          | Bank Millennium                     |
| 1240          | Pekao                               |
| 1280          | HSBC                                |
| 1320          | Bank Pocztowy                       |
| 1470          | Bank Millennium                     |
| 1540          | BOŚ                                 |
| 1580          | Mercedes-Benz Bank Polska           |
| 1610          | SGB - Bank                          |
| 1670          | RBS Bank (Polska)                   |
| 1680          | Plus Bank                           |
| 1750          | BNP Paribas Bank Polska SA          |
| 1840          | Societe Generale                    |
| 1870          | Nest Bank                           |
| 1910          | Deutsche Bank Polska                |
| 1930          | Bank Polskiej Spółdzielczości       |
| 1940          | Credit Agricole Bank Polska         |
| 1950          | Idea Bank                           |
| 2030          | BNP Paribas Bank Polska SA          |
| 2070          | FCE Bank Polska                     |
| 2120          | Santander Consumer Bank             |
| 2130          | Volkswagen Bank                     |
| 2140          | Fiat Bank Polska                    |
| 2160          | Toyota Bank                         |
| 2190          | DNB Bank Polska SA                  |
| 2480          | Getin Noble Bank                    |
| 2490          | Alior Bank, T-Mobile Usługi Bankowe |
| 2910          | Aion Bank                           |